# 9926 Desch
9926 Desch este o planetă minoră (asteroid), cu un diametru de 1,901 km, din centura de asteroizi. A fost descoperită pe 2 martie 1981 la Observatorul Siding Spring de Schelte J. Bus și a fost numită după Steven Desch⁠(d). 
Obiectul prezintă o orbită caracterizată de o semiaxă mare de 2,3831142 UAi, o excentricitate de 0,17, o înclinație de 2,13859 ° în raport cu ecliptica.